# René-Joseph Piérard
René-Joseph Piérard (ur. 6 marca 1899 w Châlons-sur-Marne, zm. 18 września 1994) – francuski duchowny katolicki, biskup. Święcenia kapłańskie przyjął w 1923 roku, zaś w 1945 został mianowany przez papieża Piusa XII biskupem koadiutorem z prawem następstwa diecezji Châlons ze stolicą tytularną Iuliopolis. Kierował diecezją do roku 1973, kiedy to złożył rezygnację ze względu na wiek zaakceptowaną przez Pawła VI. Brał udział we wszystkich czterech sesjach Soboru watykańskiego II. Zmarł w 1994 w wieku 95 lat.